# Lista de telenovelas das nove da TV Globo
"Novela das nove" é a denominação utilizada atualmente pela emissora brasileira TV Globo para designar a telenovela exibida em sua programação diária, de segunda-feira a sábado às 21h20, após o noticiário Jornal Nacional. É o principal horário da teledramaturgia brasileira, ou ao menos, é o de maior repercussão. De 1965 até o anúncio da estreia de Insensato Coração, em 2011, a emissora adotava para a mesma faixa de horário a denominação de "novela das oito".
Tradicionalmente, o horário das principais novelas da TV Globo era conhecido como "novela das oito", ainda que as novelas das oito não se iniciassem pontualmente nesse horário. Durante a década de 1970 e o início da década de 1980, o Jornal Nacional, programa que precedia a faixa, e atualmente precede as novelas das nove, iniciava-se às 19h45, posteriormente às 19h50, enquanto a faixa iniciava-se às 20h10, e depois às 20h15, respectivamente. Com o passar das décadas, o Jornal Nacional e a novela das oito foram gradativamente entardecidos. Em 1990, o Jornal Nacional iniciava-se às oito horas, enquanto a faixa de novelas das oito começava às 20h30, horários mantidos durante a década de 1990 com variações pontuais. A partir de 2000, o Jornal Nacional passou a ser exibido às 20h15, enquanto as novelas passaram a ser exibidas às 20h45.
Em 2000, enquanto a telenovela Laços de Família era exibida na faixa das oito, os temas abordados resultaram na determinação do Ministério da Justiça de reclassificação da obra como imprópria para menores de 14 anos, alterando obrigatoriamente o início da faixa para às 21 horas, como determinava às leis de classificação indicativa do país naquele período, o mesmo aconteceu com diversas novelas da faixa, como Esperança, Mulheres Apaixonadas, Celebridade, Belíssima, Páginas da Vida, Paraíso Tropical e Duas Caras que também compartilhavam de temas considerados "pesados" para faixa das 20h. Entretanto, as telenovelas da faixa continuaram a ser caracterizadas como novelas "das oito".
Apenas em dezembro de 2010 a TV Globo passou a exibir o Jornal Nacional definitivamente às 20h30, e a nomenclatura "novela das nove" foi oficialmente adotada. O site NaTelinha comentou que o novo título "realmente condiz com o horário em que o folhetim mais visto do país vai ao ar - às 21h". Embora a partir de Insensato Coração todas as telenovelas tenham sido denominadas, pela emissora, como "das nove", ambas as denominações continuam a ser adotadas coloquialmente pela mídia. Jornalistas como Lauro Jardim, da revista Veja, ainda se referiam a Insensato Coração pela denominação costumeiramente utilizada antes do anúncio uma semana após a estreia da produção. Leonardo Ferreira, do jornal Extra, ao comentar a pré-produção de Fina Estampa, referiu-se à produção como próxima "novela das oito".
Após o estabelecimento da faixa, Em Família, em 2014, foi a primeira novela a ser encurtada inicialmente em função da baixa audiência, finalizada com 143 capítulos. Em 2015, com os índices ainda em queda, Babilônia sofreu intervenção do então diretor de Dramaturgia da emissora, Sílvio de Abreu, que reescreveu cinco capítulos e reeditou doze em seis, buscando agilizar a trama. A interferência de Abreu aconteceu após um suposto desentendimento entre os autores, amplamente noticiado pela mídia devido a crise na faixa. Com as mudanças realizadas, a telenovela, que tinha previsão de 161 capítulos, também foi encerrada com 143 capítulos.
Até 2025, Walcyr Carrasco, João Emanuel Carneiro e Aguinaldo Silva, são os autores que mais escreveram novelas para o horário com quatro tramas escritas cada. Gloria Perez e Bruno Luperi escreveram três; Gilberto Braga, Ricardo Linhares e Manuela Dias escreveram duas; enquanto Benedito Ruy Barbosa, João Ximenes Braga, Manoel Carlos, Lícia Manzo, Maria Adelaide Amaral , Vincent Villari e Edmara Barbosa têm a autoria de uma produção cada. Na direção geral/artística, por sua vez, Rogério Gomes dirigiu quatro novelas para o horário; Dennis Carvalho dirigiu três; Amora Mautner, Gustavo Fernandez, Mauro Mendonça Filho e Wolf Maya dirigiram duas; enquanto Carlos Araújo, Denise Saraceni, Luiz Henrique Rios, Jayme Monjardim, José Luiz Villamarim, Luiz Fernando Carvalho, Marcos Schechtman, Maurício Farias, Ricardo Waddington dirigiram apenas uma trama. 
A telenovela mais curta do horário é Um Lugar ao Sol, de Lícia Manzo exibida entre 2021 e 2022, com 119 capítulos. Por sua vez, as telenovelas mais longas da faixa são Amor à Vida, exibida entre 2013 e 2014, e Terra e Paixão, exibida entre 2023 e 2024, ambas com 221 capítulos e de autoria de Walcyr Carrasco.
Todas as novelas da faixa foram produzidas e exibidas em alta definição, uma vez que a prática foi iniciada ainda na antiga faixa de novelas das oito, com Duas Caras, a primeira totalmente gravada e exibida com essa tecnologia na TV Globo, em 2007. A filmagem em 24 quadros por segundo foi adotada a partir de Avenida Brasil, em 2012. Um Lugar ao Sol foi a primeira telenovela totalmente gravada e disponibilizada (no globoplay) em 4K. Terra e Paixão foi a primeira trama à apresentar a tecnologia de áudio Dolby Atmos.
Império, de Aguinaldo Silva, é a única trama da faixa vencedora do Prêmio Emmy Internacional de Melhor Telenovela, enquanto Avenida Brasil, A Regra do Jogo, Velho Chico, Amor de Mãe e Pantanal foram indicadas na mesma categoria. Avenida Brasil por sua vez, é a telenovela brasileira mais exportada da história, alcançando um total de 148 países.

## Telenovelas por ordem de exibição
- ‡ Indica novela disponível em formato original no Globoplay.
- § Indica novela com atualização pendente no Globoplay.

### Década de 2010
| #                                                           | Título                                                      | Início                                                      | Término                                                     | Cap.                                                        | Autoria                                                     | Direção Artística                                           | Ref.                                                        |
| Antecedida pela faixa de telenovelas das oito antes de 2011 | Antecedida pela faixa de telenovelas das oito antes de 2011 | Antecedida pela faixa de telenovelas das oito antes de 2011 | Antecedida pela faixa de telenovelas das oito antes de 2011 | Antecedida pela faixa de telenovelas das oito antes de 2011 | Antecedida pela faixa de telenovelas das oito antes de 2011 | Antecedida pela faixa de telenovelas das oito antes de 2011 | Antecedida pela faixa de telenovelas das oito antes de 2011 |
| ----------------------------------------------------------- | ----------------------------------------------------------- | ----------------------------------------------------------- | ----------------------------------------------------------- | ----------------------------------------------------------- | ----------------------------------------------------------- | ----------------------------------------------------------- | ----------------------------------------------------------- |
| 1                                                           | Insensato Coração ‡                                         | 17 de janeiro de 2011                                       | 19 de agosto de 2011                                        | 185                                                         | Gilberto Braga, Ricardo Linhares                            | Dennis Carvalho                                             | [ 38 ]                                                      |
| 2                                                           | Fina Estampa ‡                                              | 22 de agosto de 2011                                        | 23 de março de 2012                                         | 185                                                         | Aguinaldo Silva                                             | Wolf Maya                                                   | [ 39 ]                                                      |
| 3                                                           | Avenida Brasil ‡                                            | 26 de março de 2012                                         | 19 de outubro de 2012                                       | 179                                                         | João Emanuel Carneiro                                       | Ricardo Waddington                                          | [ 40 ]                                                      |
| 4                                                           | Salve Jorge ‡                                               | 22 de outubro de 2012                                       | 17 de maio de 2013                                          | 179                                                         | Gloria Perez                                                | Marcos Schechtman                                           | [ 41 ]                                                      |
| 5                                                           | Amor à Vida ‡                                               | 20 de maio de 2013                                          | 31 de janeiro de 2014                                       | 221                                                         | Walcyr Carrasco                                             | Wolf Maya                                                   | [ 42 ]                                                      |
| 6                                                           | Em Família ‡                                                | 3 de fevereiro de 2014                                      | 18 de julho de 2014                                         | 143                                                         | Manoel Carlos                                               | Jayme Monjardim                                             | [ 43 ]                                                      |
| 7                                                           | Império §                                                   | 21 de julho de 2014                                         | 13 de março de 2015                                         | 203                                                         | Aguinaldo Silva                                             | Rogério Gomes                                               | [ 44 ]                                                      |
| 8                                                           | Babilônia ‡                                                 | 16 de março de 2015                                         | 28 de agosto de 2015                                        | 143                                                         | Gilberto Braga, Ricardo Linhares, João Ximenes Braga        | Dennis Carvalho                                             | [ 45 ]                                                      |
| 9                                                           | A Regra do Jogo §                                           | 31 de agosto de 2015                                        | 11 de março de 2016                                         | 167                                                         | João Emanuel Carneiro                                       | Amora Mautner                                               | [ 46 ]                                                      |
| 10                                                          | Velho Chico §                                               | 14 de março de 2016                                         | 30 de setembro de 2016                                      | 172                                                         | Benedito Ruy Barbosa, Edmara Barbosa, Bruno Luperi          | Luiz Fernando Carvalho                                      | [ 47 ]                                                      |
| 11                                                          | A Lei do Amor §                                             | 3 de outubro de 2016                                        | 31 de março de 2017                                         | 155                                                         | Maria Adelaide Amaral, Vincent Villari                      | Denise Saraceni                                             | [ 48 ]                                                      |
| 12                                                          | A Força do Querer §                                         | 3 de abril de 2017                                          | 20 de outubro de 2017                                       | 172                                                         | Gloria Perez                                                | Rogério Gomes                                               | [ 49 ]                                                      |
| 13                                                          | O Outro Lado do Paraíso §                                   | 23 de outubro de 2017                                       | 11 de maio de 2018                                          | 172                                                         | Walcyr Carrasco                                             | Mauro Mendonça Filho                                        | [ 50 ]                                                      |
| 14                                                          | Segundo Sol §                                               | 14 de maio de 2018                                          | 9 de novembro de 2018                                       | 155                                                         | João Emanuel Carneiro                                       | Dennis Carvalho                                             | [ 51 ]                                                      |
| 15                                                          | O Sétimo Guardião §                                         | 12 de novembro de 2018                                      | 17 de maio de 2019                                          | 161                                                         | Aguinaldo Silva                                             | Rogério Gomes                                               | [ 52 ]                                                      |
| 16                                                          | A Dona do Pedaço §                                          | 20 de maio de 2019                                          | 22 de novembro de 2019                                      | 161                                                         | Walcyr Carrasco                                             | Amora Mautner                                               | [ 53 ]                                                      |
| 17                                                          | Amor de Mãe ‡                                               | 25 de novembro de 2019                                      | 9 de abril de 2021                                          | 125                                                         | Manuela Dias                                                | José Luiz Villamarim                                        | [ 54 ]                                                      |

### Década de 2020
| #                                                                          | Título                                                                     | Início                                                                     | Término                                                                    | Cap.                                                                       | Autoria                                                                    | Direção Artística                                                          | Ref.                                                                       |
| Primeira interrupção da faixa (23 de março de 2020 — 12 de março de 2021)  | Primeira interrupção da faixa (23 de março de 2020 — 12 de março de 2021)  | Primeira interrupção da faixa (23 de março de 2020 — 12 de março de 2021)  | Primeira interrupção da faixa (23 de março de 2020 — 12 de março de 2021)  | Primeira interrupção da faixa (23 de março de 2020 — 12 de março de 2021)  | Primeira interrupção da faixa (23 de março de 2020 — 12 de março de 2021)  | Primeira interrupção da faixa (23 de março de 2020 — 12 de março de 2021)  | Primeira interrupção da faixa (23 de março de 2020 — 12 de março de 2021)  |
| Segunda interrupção da faixa (12 de abril de 2021 — 5 de novembro de 2021) | Segunda interrupção da faixa (12 de abril de 2021 — 5 de novembro de 2021) | Segunda interrupção da faixa (12 de abril de 2021 — 5 de novembro de 2021) | Segunda interrupção da faixa (12 de abril de 2021 — 5 de novembro de 2021) | Segunda interrupção da faixa (12 de abril de 2021 — 5 de novembro de 2021) | Segunda interrupção da faixa (12 de abril de 2021 — 5 de novembro de 2021) | Segunda interrupção da faixa (12 de abril de 2021 — 5 de novembro de 2021) | Segunda interrupção da faixa (12 de abril de 2021 — 5 de novembro de 2021) |
| -------------------------------------------------------------------------- | -------------------------------------------------------------------------- | -------------------------------------------------------------------------- | -------------------------------------------------------------------------- | -------------------------------------------------------------------------- | -------------------------------------------------------------------------- | -------------------------------------------------------------------------- | -------------------------------------------------------------------------- |
| 18                                                                         | Um Lugar ao Sol ‡                                                          | 8 de novembro de 2021                                                      | 25 de março de 2022                                                        | 119                                                                        | Lícia Manzo                                                                | Maurício Farias                                                            | [ 57 ]                                                                     |
| 19                                                                         | Pantanal ‡                                                                 | 28 de março de 2022                                                        | 7 de outubro de 2022                                                       | 167                                                                        | Bruno Luperi                                                               | Rogério Gomes, Gustavo Fernandez                                           | [ 59 ]                                                                     |
| 20                                                                         | Travessia ‡                                                                | 10 de outubro de 2022                                                      | 5 de maio de 2023                                                          | 179                                                                        | Gloria Perez                                                               | Mauro Mendonça Filho                                                       | [ 60 ]                                                                     |
| 21                                                                         | Terra e Paixão ‡                                                           | 8 de maio de 2023                                                          | 19 de janeiro de 2024                                                      | 221                                                                        | Walcyr Carrasco                                                            | Luiz Henrique Rios                                                         | [ 61 ]                                                                     |
| 22                                                                         | Renascer ‡                                                                 | 22 de janeiro de 2024                                                      | 6 de setembro de 2024                                                      | 197                                                                        | Bruno Luperi                                                               | Gustavo Fernandez                                                          | [ 62 ]                                                                     |
| 23                                                                         | Mania de Você ‡                                                            | 9 de setembro de 2024                                                      | 28 de março de 2025                                                        | 173                                                                        | João Emanuel Carneiro                                                      | Carlos Araújo                                                              | [ 63 ]                                                                     |
| 24                                                                         | Vale Tudo                                                                  | 31 de março de 2025                                                        | Em exibição                                                                | 173 (previsão)                                                             | Manuela Dias                                                               | Paulo Silvestrini                                                          | [ 64 ]                                                                     |
| 25                                                                         | Três Graças                                                                | 20 de outubro de 2025 (previsão)                                           | A estrear                                                                  | —                                                                          | Aguinaldo Silva                                                            | Luiz Henrique Rios                                                         | [ 65 ]                                                                     |

## Reprises
Em 16 de março de 2020, por conta do avanço da pandemia de COVID-19 no Brasil, a TV Globo decidiu fechar os seus estúdios e interromper as suas novelas inéditas em exibição. No ar desde 25 de novembro de 2019, Amor de Mãe deixou a grade em 21 de março e foi substituida por duas reprises: Fina Estampa (2011-12) e na sequência A Força do Querer (2017).
Em 1 de março de 2021, a trama retornou, porém, com uma reprise compacta dos capítulos já exibidos. Em 15 de março, vieram os episódios inéditos gravados durante a interrupção. Um Lugar ao Sol, que estava marcada para entrar logo após, acabou adiada pela pouca frente de capítulos gravados. Império (2014-15), entrou em seu lugar.
| # | Título                              | Início                 | Término                | Cap. | Autoria         | Direção              | Ref.   |
| - | ----------------------------------- | ---------------------- | ---------------------- | ---- | --------------- | -------------------- | ------ |
| 1 | Fina Estampa – Edição Especial      | 23 de março de 2020    | 18 de setembro de 2020 | 155  | Aguinaldo Silva | Wolf Maya            | [ 68 ] |
| 2 | A Força do Querer – Edição Especial | 21 de setembro de 2020 | 12 de março de 2021    | 149  | Gloria Perez    | Rogério Gomes        | [ 69 ] |
| 3 | Amor de Mãe                         | 1.º de março de 2021   | 13 de março de 2021    | 12   | Manuela Dias    | José Luiz Villamarim | [ 70 ] |
| 4 | Império – Edição Especial           | 12 de abril de 2021    | 5 de novembro de 2021  | 179  | Aguinaldo Silva | Rogério Gomes        | [ 71 ] |